# T-Pain
T-Pain, pseudonimo di Faheem Rashad Najm (Tallahassee, 30 settembre 1984), è un cantautore, rapper e produttore discografico statunitense. È noto anche come Teddy Pain, Teddy Penderazdoun e Teddy Verseti. Fondatore della Nappy Boy Entertainment, è anche conosciuto per aver reso l'uso dell'Auto-Tune popolare nel mondo dell'hip hop.

## Biografia

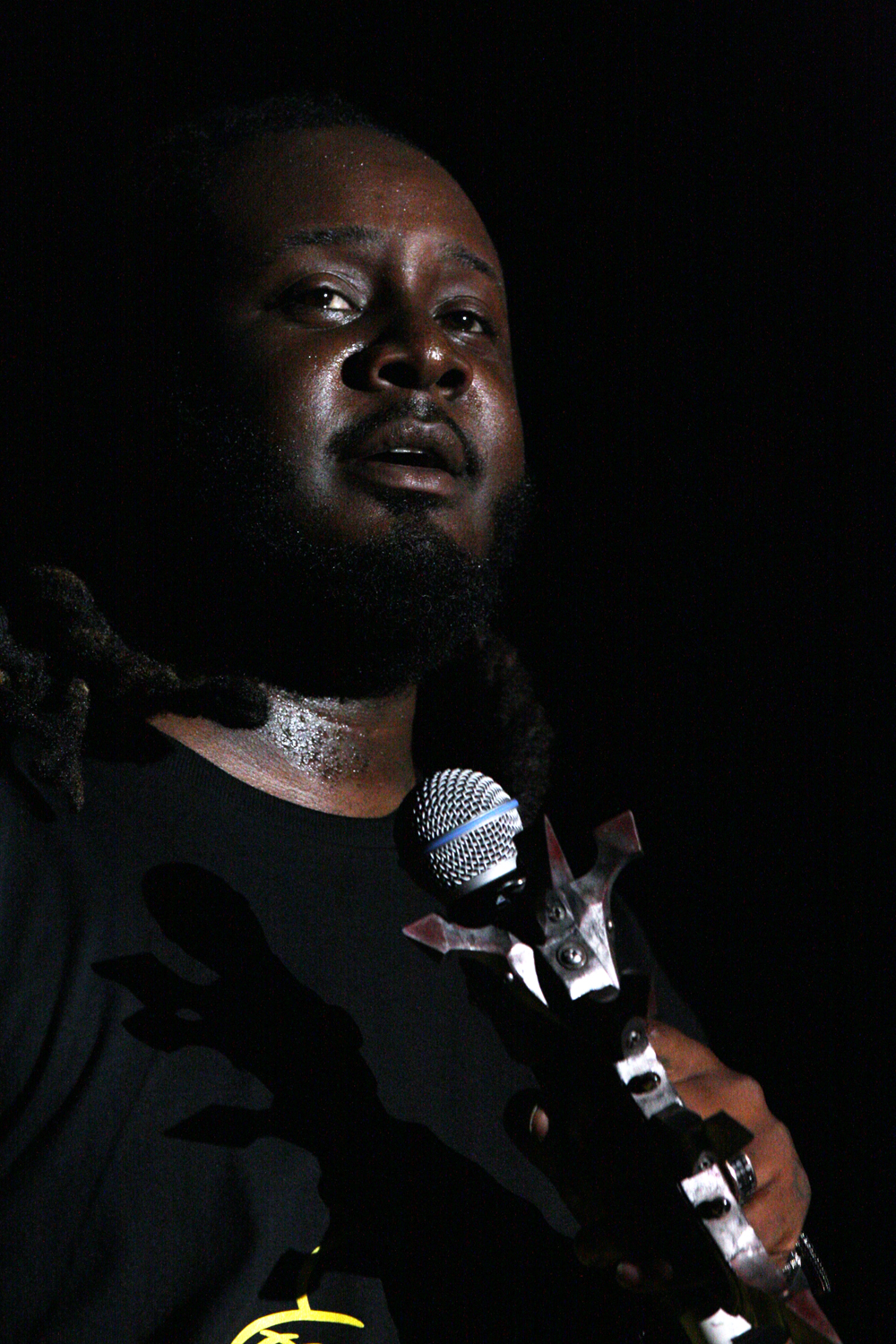
T-Pain nel 2012

La prima tappa della carriera di T-Pain fu quando faceva parte del gruppo rap-hip-hop Nappy Headz che lasciò successivamente per dedicarsi alla carriera solista.
Come prima cosa registrò il brano I'm Fucked Up, una cover del singolo di Akon Locked Up.
Fu proprio sentendo questa canzone che Akon si accorse del talento di Teddy Pain e lo volle immediatamente nella sua scuderia: la Konvict Muzik. Così Pain registrò il suo album per la casa discografica di Akon e diede il titolo Rappa Ternt Sanga (slang per "Rapper Turn To Singer") all'album.
Il suo primo singolo fu I'm Sprung mentre il secondo fu I'm N Luv (Wit A Stripper) cantato in coppia con Mike Jones.
L'album debuttò alla numero 33 della Billboard 200 e riuscì infine a conquistare il Disco d'oro.
Fu il 2007 l'anno della seconda release di T-Pain: Epiphany. Il primo singolo fu un club-oriented: Buy You A Drank (Shawty Snappin') in collaborazione con Yung Joc; fu poi il turno di Bartender con Akon. Entrambi i singoli entrarono nella Top 5. L'album debuttò al primo posto della US Billboard 200 e vendette circa 819 000 copie entro maggio 2008 e diventò così il primo album numero uno dell'artista.
Nel frattempo T-Pain diventa punto di forza anche per altri artisti ed appare così nei singoli I'm a Flirt remix di R. Kelly insieme a T.I., Outta My System di Bow Wow, Baby Don't Go di Fabolous, I'm So Hood di DJ Khaled insieme ad altri rapper, Shawty di Plies, Good Life di Kanye West, ma soprattutto in Kiss Kiss di Chris Brown e in Low di Flo Rida, due singoli di grande successo in patria che raggiunsero la vetta della Billboard Hot 100.
Nel periodo tra il 24 novembre del 2007 e l'8 dicembre dello stesso anno, T-Pain presenziava nella Top 10 della US Billboard Hot 100 con ben quattro singoli.
La canzone Good Life di Kanye West vinse ben due premi: il primo fu il BET Award per la Best Collaboration. La canzone fu inoltre nominata in molte altre categorie dei BET Award.
Il secondo premio per la canzone fu assegnato nel 2008 ai Grammy Award dove vinse come Best Rap Song.

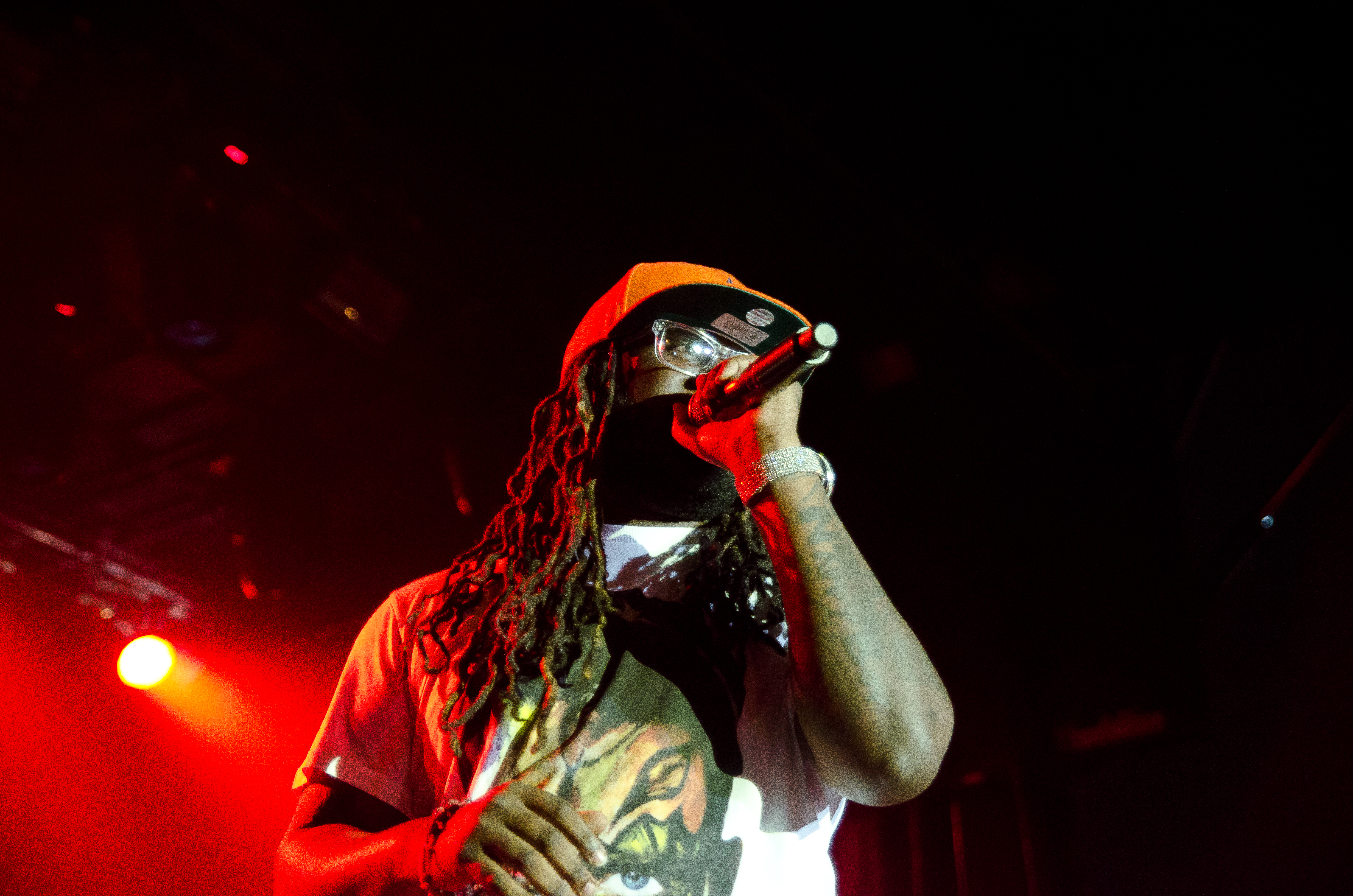
T-Pain in concerto

L'11 dicembre 2008 è la data di pubblicazione del terzo album di T-Pain: Thr33 Ringz (Three Rings).
I singoli estratti sono 3: Can't Believe It in collaborazione con Lil Wayne e il cui video del singolo ebbe la sua premier sul canale americano BET il 26 agosto 2008; fu poi il turno di Chopped & Skrewed con Ludacris; infine il terzo singolo fu Freeze con Chris Brown.
Thr33 Ringz vede anche la collaborazione di molti artisti tra cui T.I., Dj Khaled, Ciara, Kanye West e molti altri oltre ai già citati Lil'Wayne, Ludacris & Chris Brown.
Prima dell'uscita di questo terzo album T-Pain realizza un mixtape, allo scopo di introdurre il successivo album, Thr33 Ringz appunto, dal nome Pr33 Ringz.
Il 2008 è un altro anno d'oro per T-Pain che appare in molte altre collaborazioni tra le quali She Got It dei 2 Pistols, Go Girl di Ciara, The Boss di Rick Ross, Cash Flow di Ace Hood, Shawty Get Loose di Lil Mama insieme a Chris Brown, One More Drink di Ludacris e Go Hard di DJ Khaled con Kanye West.
T-Pain & Ludacris fecero una performance di Chopped & Skrewed e One More Drink nel programma americano Jimmy Kimmel Live della ABC il 14 novembre 2008 e sulla NBC a Saturday Night Live il 22 novembre 2008.
T-Pain comparve ancora a SNL il 7 febbraio 2009 (nell'episodio condotto da Bradley Cooperwith) in un Digital Short.
Nel 2009 T-Pain afferma che sarebbe stato realizzato un nuovo album che si sarebbe dovuto chiamare UBER ma successivamente release date e title vengono cambiati.
RevolveR è il titolo scelto per il nuovo lavoro di Pain e come data, non ancora certa, è scelto il 2010.
A giugno del 2009 T-Pain e Taylor Swift collaborano in un brano parodia per i CMT Music Awards. Il brano è intitolato Thug Story ed è la parodia del famoso singolo di Taylor: Love Story.
Il successivo passo di T-Pain è la creazione di un'applicazione per iPhone chiamata "I Am T-Pain". Essa consiste nel poter applicare il famoso Auto-tune sulla voce grazie all'iPhone. Nel 2010 Teddy Pain collabora con Cartoon Network's Adult Swim come produttore del musical e serie animata intitolata Freaknink. Il musical è andato in onda il 7 marzo 2010.
Tornando al 2009, 10 novembre, si ha una release date di un nuovo singolo dell'ormai onnipresente T-Pain: si tratta di Take Your Shirt Off. Il brano è l primo singolo dal prossimo album RevolveR.
Infine il 1º febbraio 2010 viene realizzato il secondo singolo dell'album futuro: Reverse Cowgirl.
Nonostante T-Pain continui a presenziare nei singoli di altri artisti pare che Take Your Shirt Off non abbia ottenuto il successo aspettato ed infatti la canzone è stata declassata a Singolo Anticipatore dell'album rendendo così ufficialmente Reverse Cowgirl il primo singolo di RevolveR.
L'11 aprile 2010 attraverso il canale YouTube ufficiale di T-Pain viene pubblicata la canzone che sarà il secondo singolo di RevolveR: si tratta di Kiss Her, prodotta da Clinton Sparks e DJ Snake. Nel 2011 T-Pain collabora con Pitbull nel singolo Hey Baby (Drop It to the Floor).
Nel 2017 collabora con Fedez e J-Ax nel singolo Senza pagare.

## Discografia

### Album in studio
- 2005 – Rappa Ternt Sanga
- 2007 – Epiphany
- 2008 – Thr33 Ringz
- 2011 – RevolveR
- 2017 – Oblivion
- 2019 – 1UP
- 2023 – On Top of the Covers

## Riconoscimenti
- MTV Video Music Awards
  - 2007 – Monster Single Of The Year: Buy U a Drank (Shawty Snappin')
- Vibe Music Awards
  - 2007 – Miglior Artista R&B
  - 2007 – Migliore collaborazione: Buy U a Drank (Shawty Snappin')

## Filmografia
- Fast & Furious 7, regia di James Wan (2015)